# 志那都比古神
志那都比古神（日语：シナツヒコノカミ）乃《古事記》之記載，《日本書紀》寫成級長戶邊命、級長津彥命等，祂是日本神話中的風神，一般在神社祭祀中則稱呼為志那都彥神、志那戶辨命、科津彥大神/科津姬大神等。

## 概要

### 古事記之記載
根據《古事記》上卷的記載，伊邪那岐命和伊邪那美命生下風神志那都比古後，又生下了木神久久能智；隨後出生的是山神大山津見和野神鹿屋野比賣神（亦名謂野椎神）。

### 日本書紀之記載
按《日本書紀》卷第一記載伊奘冉尊與伊奘諾尊產兒的情節中，其中第六種說法謂此二神共生完大八洲國後，接著吹撥之氣化成風神級長戶邊命，飢餓時生下倉稻魂命，復生海神少童命、山神山祇、水門神速秋津日命、木神句句廼馳、土神埴安神等，再生萬物。

## 解說
神名裡的「志那（（日語）シナ）」在上古日語裡表示氣息長久之意，古代日本人認為風是由神明呼吸的氣息所引起，而風在稻穀作物的生長中扮演不可或缺的角色。但是，颱風或暴風會造成巨大災害，為避免發生風災，各地都有祭祀風神的神社。此外，志那都比古神亦被視為航海安全之神，因為日語中「風」與「傷風」（（日語）風邪）皆讀成「かぜ」。伊勢神宮內宮裡有個別宮名為風日祈宮，外宮裡另有個別宮叫風宮，此二別宮皆祭祀著級長津彥命和級長戶邊命。風日祈宮原名「風神宮」，因1274年和1281年的元日戰爭中「神風」將元軍的艦隊吹散，致使日本免於遭受侵略。為紀念此事，天皇特意下旨改名為「風日祈宮」。

## 信仰
日本各地祭祀志那都比古神的神社主要有下列：
- 姉埼神社（千葉縣市原市）：主祭神為支那斗弁命（即志那戶辨命），社傳謂志那都比古神之妻。
- 風日祈宮（三重縣伊勢市宇治館町）
- 風宮（三重縣伊勢市豐川町）
- 龍田大社（奈良縣生駒郡）：主祭神為天御柱命（即男神級長津彥命）、國御柱命（即女神級長戶邊命）。
- 風間神社（長野縣長野市）

## 內部連結
- 風神 (日本)

## 外部連結
- （日語）皇大神宮別宮：風日祈宮 （页面存档备份，存于）
- （日語）神社資料データベース・古代－神社データ：龍田坐天御柱国御柱神社二座 （页面存档备份，存于）